# 吉爾加瓦伯村 (阿姆拉什縣)
吉爾加瓦伯村（波斯語：جيرگوابر），是伊朗吉兰省阿姆拉什县兰库区沙布庫斯拉特鄉的一个村。2006年人口普查顯示該村人口为821人，分佈在230个家庭中。